# Myriotrema laeviusculum
Myriotrema laeviusculum är en lavart som först beskrevs av William Nylander och som fick sitt nu gällande namn av Mason Ellsworth Hale 1980. 
Myriotrema laeviusculum ingår i släktet Myriotrema och familjen Thelotremataceae. Inga underarter finns listade i Catalogue of Life.